# Charming (Califórnia)
Charming é uma cidade fictícia localizada no Condado de San Joaquin, Califórnia. A população é atualmente de 14,679. Na série original da FX, Sons of Anarchy, Charming é o lar de SAMCRO.

## História
Depois que a corrida do ouro na Califórnia (1848-1855) trouxe um influxo de população para a região. A madeira serrada, assim como a agricultura, tornaram-se indústrias de destaque na área. Em 1859, esses colonos pioneiros decidiram estabelecer uma cidade onde a ampla região de Redwoods encontra o fértil Vale Central. A cidade foi originalmente chamada de Timberville, mas quando dois agrimensores ferroviários, um deles a proclamou o último lugar "charmoso" (em inglês, Charming) para uma estação ferroviária antes do grande e plano vale central. O outro declarou que simplesmente nomearia como tal.
Após o grande terremoto de São Francisco de 1906, a cidade viu um pequeno influxo de colonos que deixaram a área da baía em busca de uma vida mais simples e estável. No baby boom pós-Segunda Guerra Mundial, os incorporadores imobiliários começaram a comprar várias fazendas e a desenvolvê-las com estradas, serviços públicos e moradias. Outrora pomares e fazendas rurais, logo se tornaram pitorescos bairros e comunidades de classe média. Alguns desses bairros incluem Crestwood, Sellwood, Eastburough e Buckhead (conhecido hoje como Sam Crow's Corner).
Hoje, uma das qualidades mais exclusivas de Charming é que ela mantém um visual e uma estrutura clássica americana.

## Localização
Embora o site do programa afirme que Charming fica a cerca de 48,28 quilômetros de Stockton e Lodi, as coordenadas listadas na verdade colocam a cidade fictícia a cerca de 2,41 quilômetros a nordeste de Terminous e cerca de 16,90 quilômetros de Lodi.

## Geografia
Charming tem 590,517 km². Ela está localizada na parte norte do triângulo metropolitano, que é limitado pela Baía de São Francisco, Stockton e Sacramento. Fica a 80,47 quilômetros de Oakland e San José e a cerca de 48,28 quilômetros de Stockton. Os limites de Charming terminam na Reserva Wahewa e Lodi, indo de leste a oeste.

## Clima
A alta temperatura média de Charming em janeiro é 54F (12°C) e a mínima média é 38F (3°C). Em julho, a temperatura média alta é 94F (34°C) e a mínima média é 61F (16°C).

## Indústria e economia
As primeiras indústrias em Charming incluíam uma serraria, pomares, fazendas e pecuária. Hoje, Charming também tem uma indústria de fabricação de automóveis. Oswald Lumber, Oswald Beef e Oswald Construction são três das empresas predominantes na cidade. Oswald, um importante proprietário de terras, resistiu à venda de lotes de terras para incorporadoras, o que restringiu o crescimento populacional e a base tributária da cidade.
Quase todas as empresas são locais, familiares e independentes. Charming conseguiu afastar cadeias e corporações feias. Os negócios locais incluem:
- Hoffman's Pharmacy
- Lumpy's Family Restaurant
- Lumpy's Gym
- Floyd's Barber Shop
- Hairy Dog
- Unser Shipping
- Cara Cara
- Teller-Morrow Automotive

Existe um hospital, o Hospital St. Thomas. A cidade é rural e em grande parte de classe média trabalhadora.

## Agricultura
The Charming Cherry é uma cultivar originária da região que se destaca pelo contraste entre a casca doce e a polpa um tanto ácida.

## Residentes notáveis
Charming é talvez mais famosa por ser o local de nascimento do Sons of Anarchy Motorcycle Club (1967-presente). A filial local é conhecida como SAMCRO, que significa Sons of Anarchy Motorcycle Club Redwood Originals, também descrito como Sam Crow.